# Im Westen nix Neues
Im Westen nix Neues ist das 13. Soloalbum des Berliner Rappers Prinz Pi. Es erschien am 5. Februar 2016 über sein Independent-Label Keine Liebe Records als Standard-Edition und Limited-Boxset, inklusive Instrumentals und T-Shirt.

## Inhalt
Thematisch knüpft das Album an den Vorvorgänger Kompass ohne Norden an. So sind die meisten Lieder tiefgründig und befassen sich u. a. mit zwischenmenschlichen Beziehungen (z. B. 1,40m) und dem Leben an sich. Der Song Füllung vom Kissen richtet sich an Prinz Pis Tochter, während er in Schornsteine die deutsche Rüstungsindustrie und deren Waffenexporte kritisiert.

## Produktion
Das komplette Album wurde von dem Musikproduzent Biztram produziert, der auch schon Prinz Pis Alben Donnerwetter und Neopunk produzierte.

## Covergestaltung
Das Albumcover zeigt Prinz Pi, der eine graue Mütze und eine Brille trägt. Im unteren Teil des Bildes befinden sich die weißen Schriftzüge Prinz Pi und Im Westen nix Neues.

## Gastbeiträge
Der einzige Gastbeitrag auf dem Album stammt von dem Berliner Singer-Songwriter Philipp Dittberner, der auf dem Lied 1,40m vertreten ist.

## Titelliste
| #  | Titel                               | Gastmusiker        | Länge |
| -- | ----------------------------------- | ------------------ | ----- |
| 1  | Rebell ohne Grund (Kompass Reprise) |                    | 4:14  |
| 2  | 21:04 / Schwarzer Lack              |                    | 4:08  |
| 3  | Weiße Tapete / Minimum              |                    | 5:04  |
| 4  | 1,40m                               | Philipp Dittberner | 4:19  |
| 5  | Werte                               |                    | 3:35  |
| 6  | Kartenhaus                          |                    | 2:24  |
| 7  | Im Jetzt ist das Chaos (Funkeln)    |                    | 4:47  |
| 8  | Familienalbum Seite 19              |                    | 4:07  |
| 9  | Die Füllung vom Kissen              |                    | 3:24  |
| 10 | Ballade für Jojo                    |                    | 3:45  |
| 11 | Schwermetall                        |                    | 3:23  |
| 12 | Wasser zu Wein                      |                    | 4:23  |
| 13 | Schornsteine                        |                    | 4:13  |
| 14 | Im Westen nix Neues / Tochter       |                    | 3:16  |
| 15 | Strahlen von Gold / Sohn            |                    | 3:31  |
| 16 | Lösung / Gepäck                     |                    | 4:48  |

## Chartplatzierungen und Singles
Im Westen nix Neues stieg am 12. Februar 2016 auf Platz 1 in die deutschen Charts ein. In Österreich und der Schweiz erreichte das Album jeweils Rang 5. In den deutschen Albumcharts des Jahres 2016 belegte es Position 88 und in den HipHop-Jahrescharts Platz 18.
Am 9. Oktober 2015 wurde ein Lyric-Video zum Lied Weiße Tapete / Minimum Single zum Download veröffentlicht, am 13. November erschien ein Musikvideo zum Song Im Westen nix Neues / Tochter und am 18. Dezember 2015 folgte ein Video zu Schwermetall. Ein weiteres Musikvideo wurde am 7. Januar 2016 zum Track 1,40 m veröffentlicht, die Single dazu stieg auf Platz 24 in die deutschen Charts ein. Außerdem stellte Prinz Pi jedes Lied des Albums in einem kurzen YouTube-Clip vor. Am 22. April und 8. Juni 2016 erschienen des Weiteren Videos zu den Songs Werte und Die Füllung vom Kissen.

## Rezeption
| Professionelle Bewertungen | Professionelle Bewertungen |
| -------------------------- | -------------------------- |
| Kritiken                   |                            |
| Quelle                     | Bewertung                  |
| laut.de                    | [ 6 ]                      |

Die Internetseite laut.de bewertete das Album mit drei von möglichen fünf Punkten: Dabei wurde vor allem die textliche Qualität gelobt, allerdings würden die überwiegend ruhigen Produktionen nicht mit den Themen harmonieren und auf Dauer einschläfernd wirken.
Lukas Maier von MZEE bemängelte in seiner Kritik, dass das Konzept nichts Neues beinhalte: „Schöne Melodien und eine Wortwahl, die viele Macken verschleiern und glattbügeln soll. Doch glattgebügelte Werke bringen vor allem eines mit sich: Langeweile, die viel zu schnell aufkeimt und sich so schnell auch nicht vertreiben lässt.“